# Geert De Vlaeminck
Geert De Vlaeminck (Eeklo, 14 augustus 1967 – Heist-op-den-Berg, 9 oktober 1993) was een Belgisch veldrijder. 

## Carrière
Hij is de zoon van Erik De Vlaeminck en neef van Roger De Vlaeminck. In 1993 werd hij nationaal kampioen bij de amateurs.
Hij kwam om het leven door een hartstilstand tijdens een veldrit te Heist-op-den-Berg. De Vlaeminck werd ter plaatse gereanimeerd en overgebracht naar het Imeldaziekenhuis te Bonheiden. Hij was het zevende dodelijke slachtoffer in het Belgische wielrennen op een periode van vier jaar. De cyclocross van Eeklo heeft enige tijd zijn naam gedragen. De familie De Vlaeminck was daar evenwel niet gelukkig mee.

## Ploegen
- 1989 Wielerjeugdcomité - Eeklo
- 1990 Isoglass - Garden Wood